# Zillertal

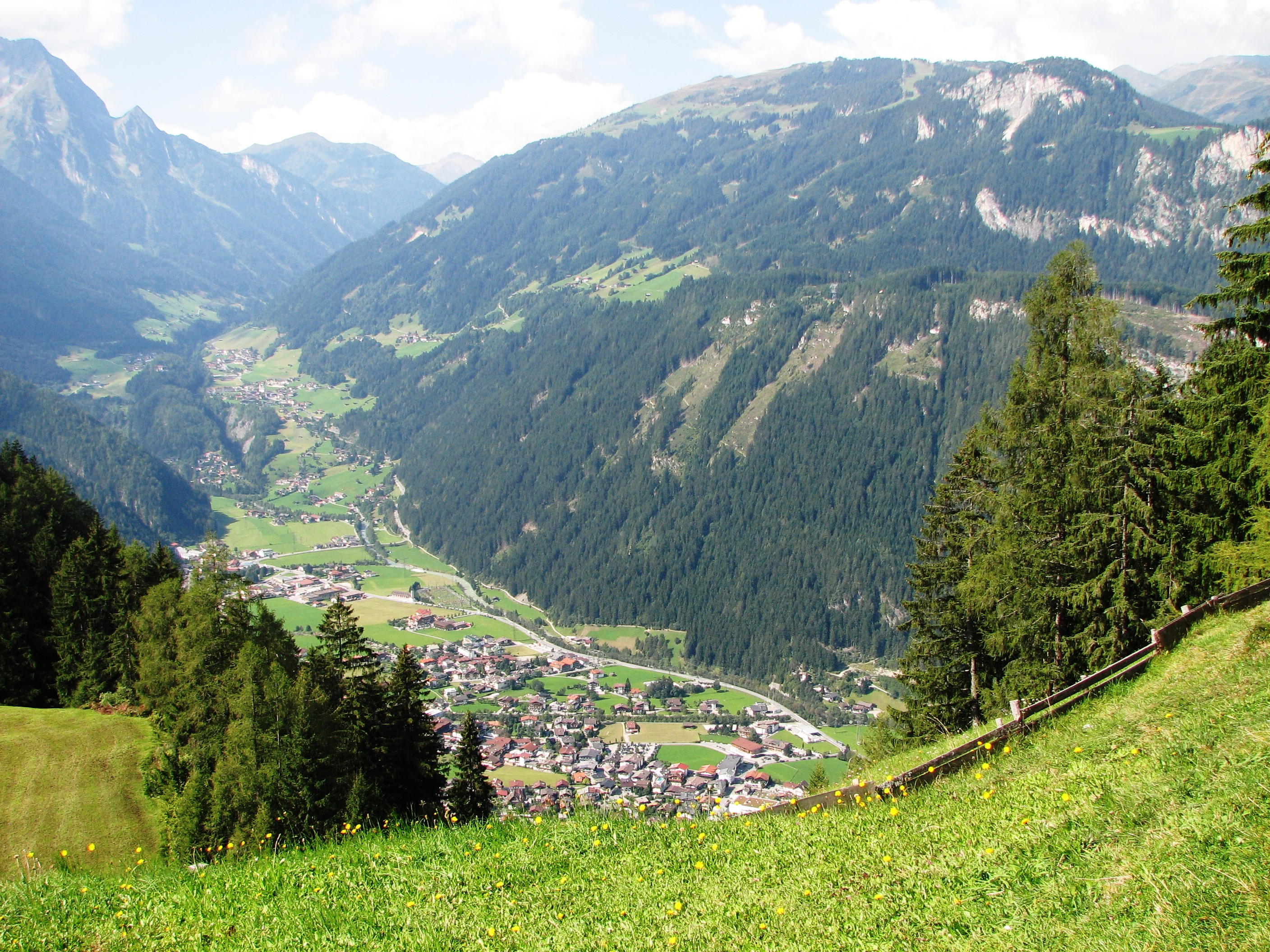
Bergslandskap i Zillertal

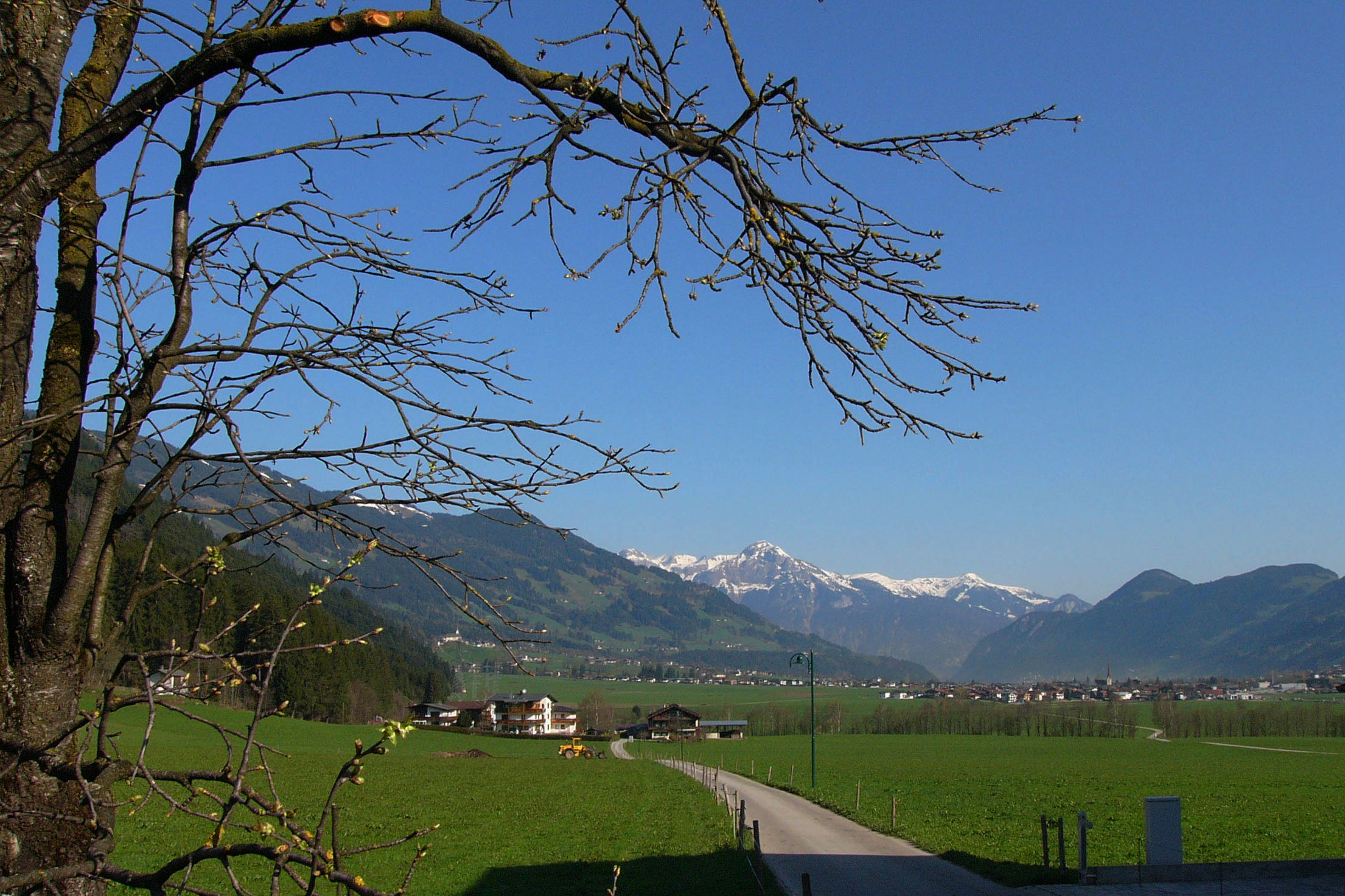
Zillertal

Zillertal är en dal som börjar ca 3 mil nordost om Innsbruck i Österrike. Zillertal (efter floden Ziller) är känd för sin skidåkning (upp till 3 250 meter) och sommarvandring. Dalgången sträcker sig från Strass till Hintertux, totalt cirka 49 kilometer.

## Historia
Zillertal har en lång historia. Redan under mitten av stenåldern fanns det människor i dagens Zillertal. Detta bekräftas av fynd på Tuxer Joch, gränsområdet mellan västra Wipptal och Zillertal. De första spåren av permanent bosättning kommer från sen bronsålder mellan 800 och 1200 f.Kr. Under århundradena kom romarna till denna region och med all sannolikhet använde de floden Ziller som en naturlig gräns mellan sina två provinser, Noricum och Raetien. Cirka 560 e.Kr. tog bavarierna över området.
År 889 var "Cillarestal" föremål för en donation till förmån för ärkestiftet i Salzburg. Zillertal kristnades redan århundradet innan. I likhet med de romerska provinsgränserna var floden Ziller av avgörande betydelse i detta sammanhang. Detta vattendrag fungerade återigen som en gränsflod, den här gången mellan stiften Salzburg och Säben-Brixen (idag Innsbruck). Detta illustreras av de gröna Salzburgkyrktornen i öster, medan den västra sidan av dalen kännetecknas av röda kyrktorn.

## Religioner

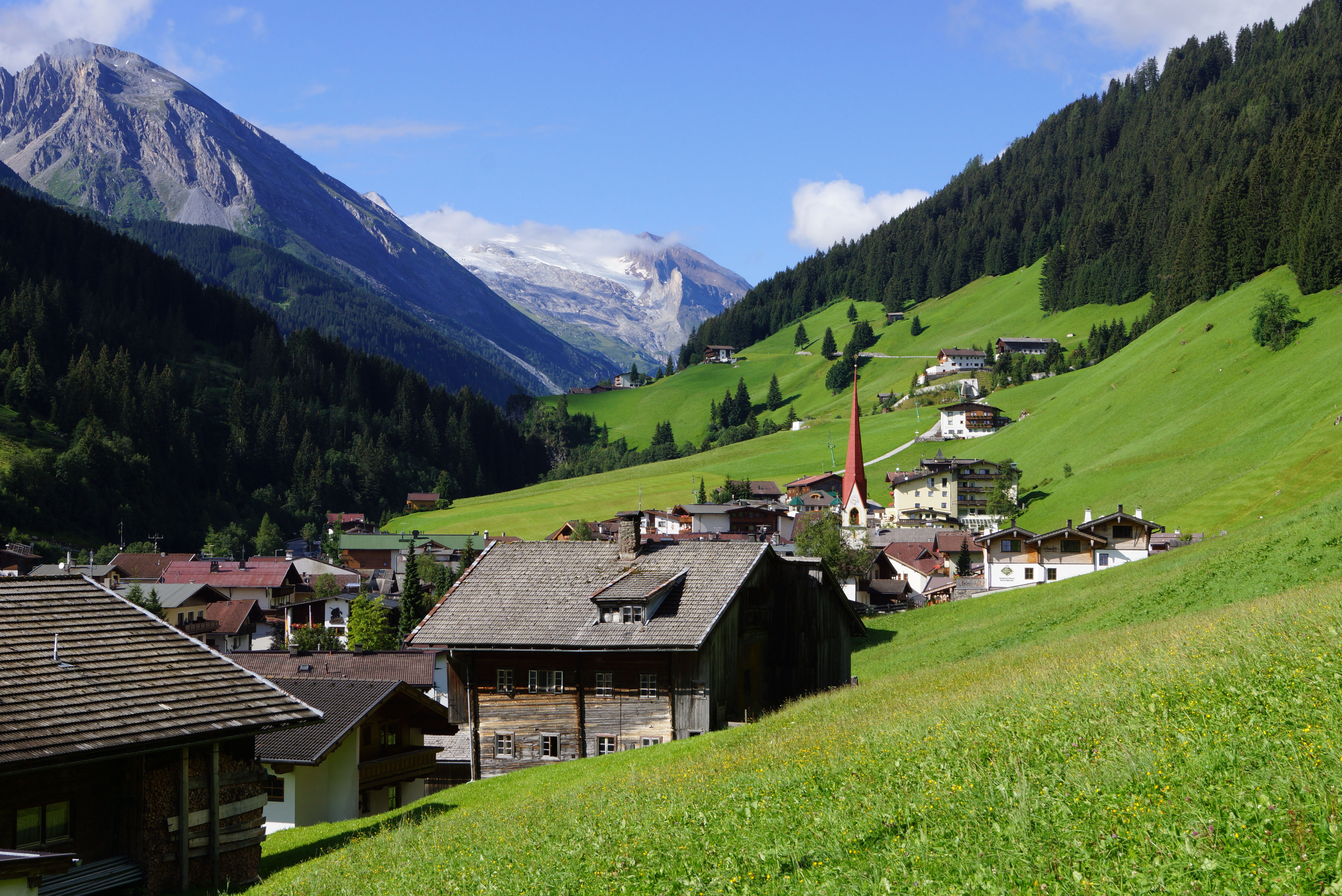
Rött kyrktorn i Lanersbach, Tux.

### Katolska kyrkan
Majoriteten av befolkningen tillhör katolska kyrkan, som också spelar en central roll i kulturlivet. Den östra delen av Zillertal med orterna Gerlos, Zell am Ziller,  Hart, Brandberg, Stumm och Mayrhofen tillhör ärkestiftet Salzburg, medan den västra delen med församlingarna Fügen och Tux tillhör stiftet i Innsbruck, som inkluderar den västra och centrala delen av dalgången, från Nordtyrolen till floden Ziller och Östtyrolen.

### Evangeliska kyrkan
Med den påtvingade emigrationen av protestantiska troende, Zillertaler Inklinanten, från Zillertal 1837, upphörde varje offentlig protestantisk verksamhet i Zillertal. Idag finns det protestantiska religiösa församlingar i Mayrhofen  och med en mer  pietistisk orientering, Jenbach och Schwaz.